# Malemachikere, Jagalur
Malemachikere là một làng thuộc tehsil Jagalur, huyện Davanagere, bang Karnataka, Ấn Độ.